# Tullio Lombardo
Pour les articles homonymes, voir Lombardo.
Tullio Lombardo, connu aussi comme Tullio Solari (v. 1455 – Venise, 17 novembre 1532), est un sculpteur italien de la Renaissance.

## Biographie
Tullio Lombardo est le fils du sculpteur et architecte  Pietro Lombardo et le frère d'Antonio Lombardo avec qui il travailla.

## Œuvres
Basilique San Zanipolo, Venise
- Monument du doge Pietro Mocenigo[1] ;
- Monument du doge Giovanni Mocenigo ;
- Monument  du doge Andrea Vendramino, 1495 ;

Monuments
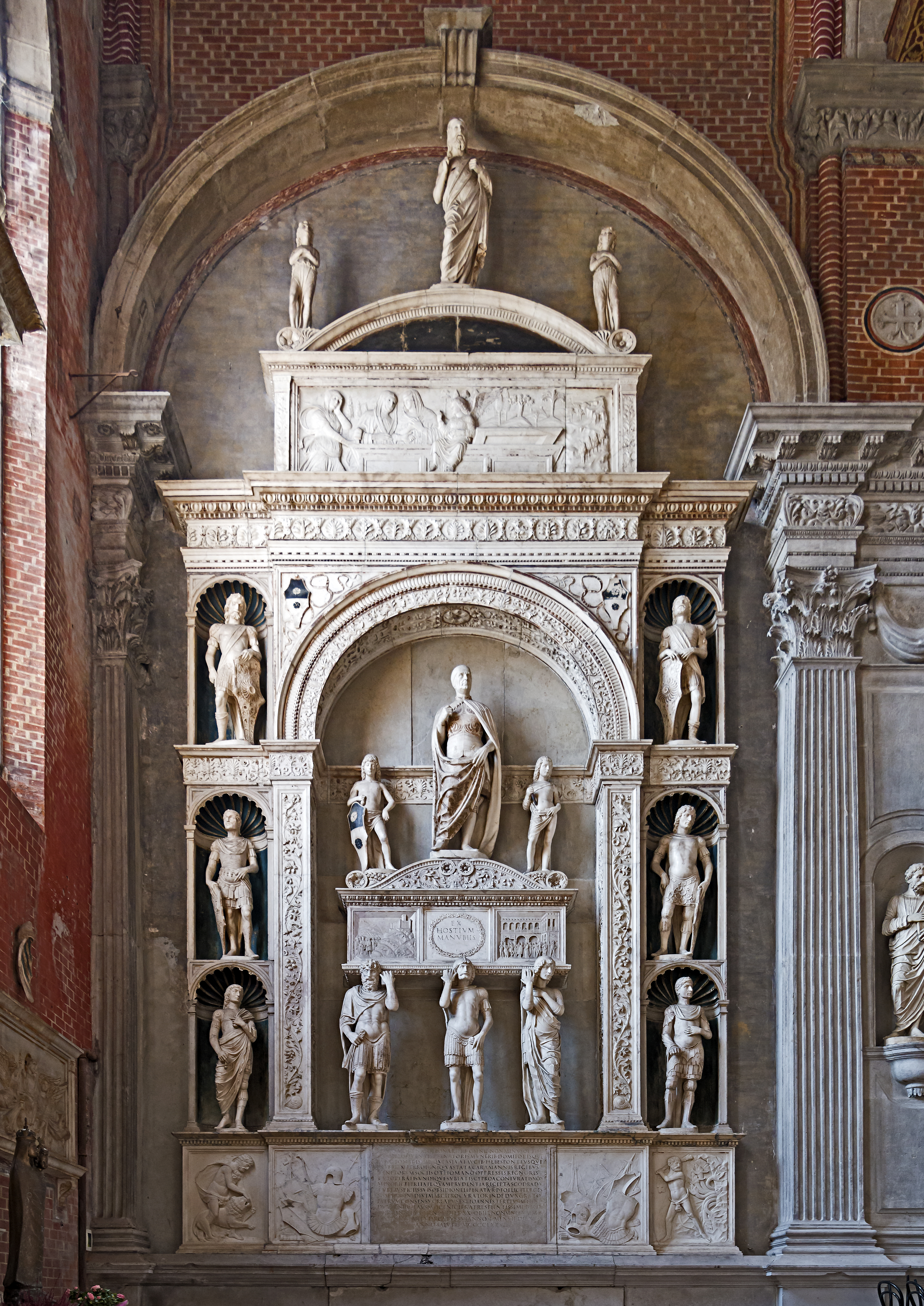
Monument du doge Pietro Mocenigo,  Basilique San Zanipolo.
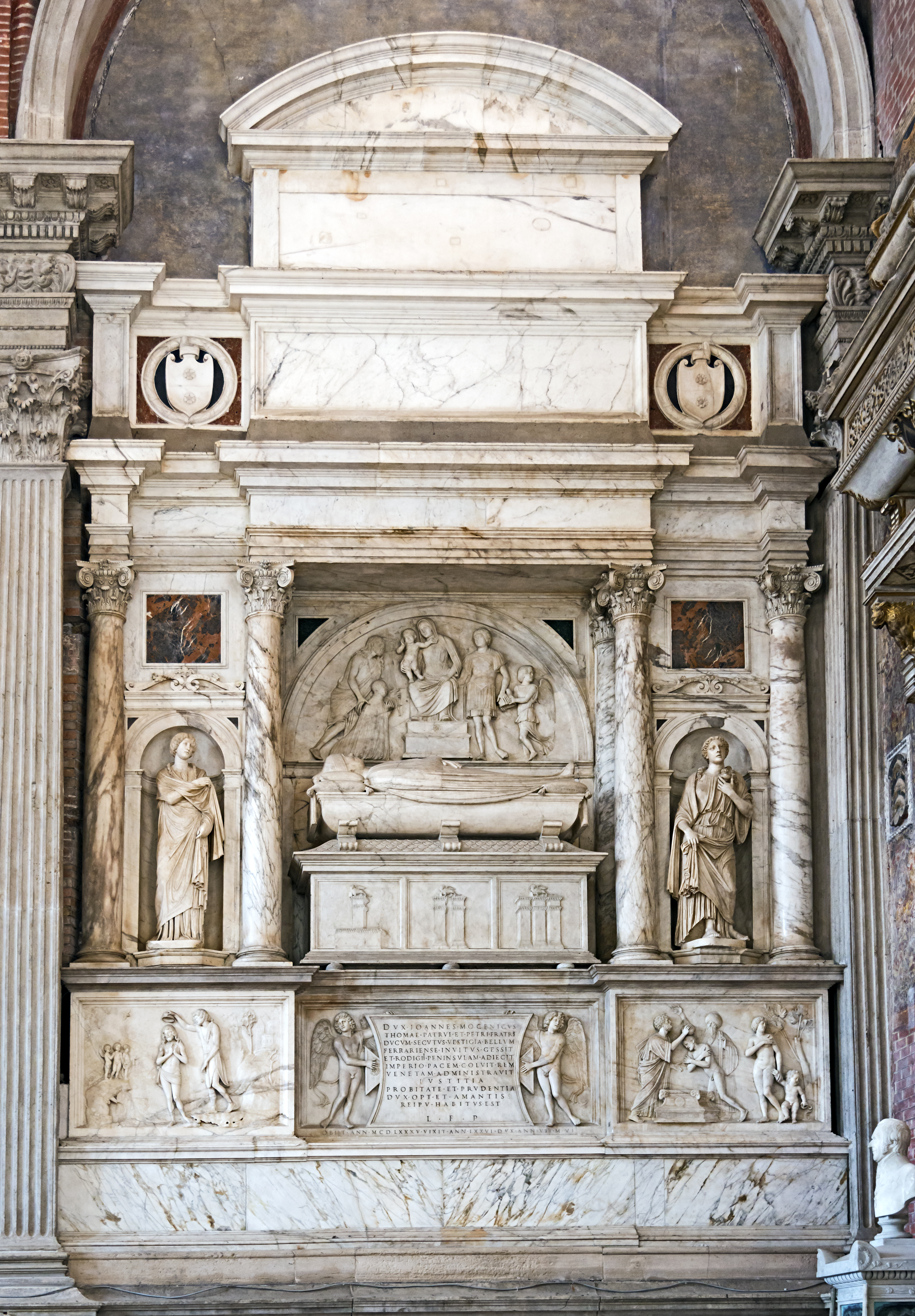
Monument de Giovanni Mocenigo, Basilique San Zanipolo.
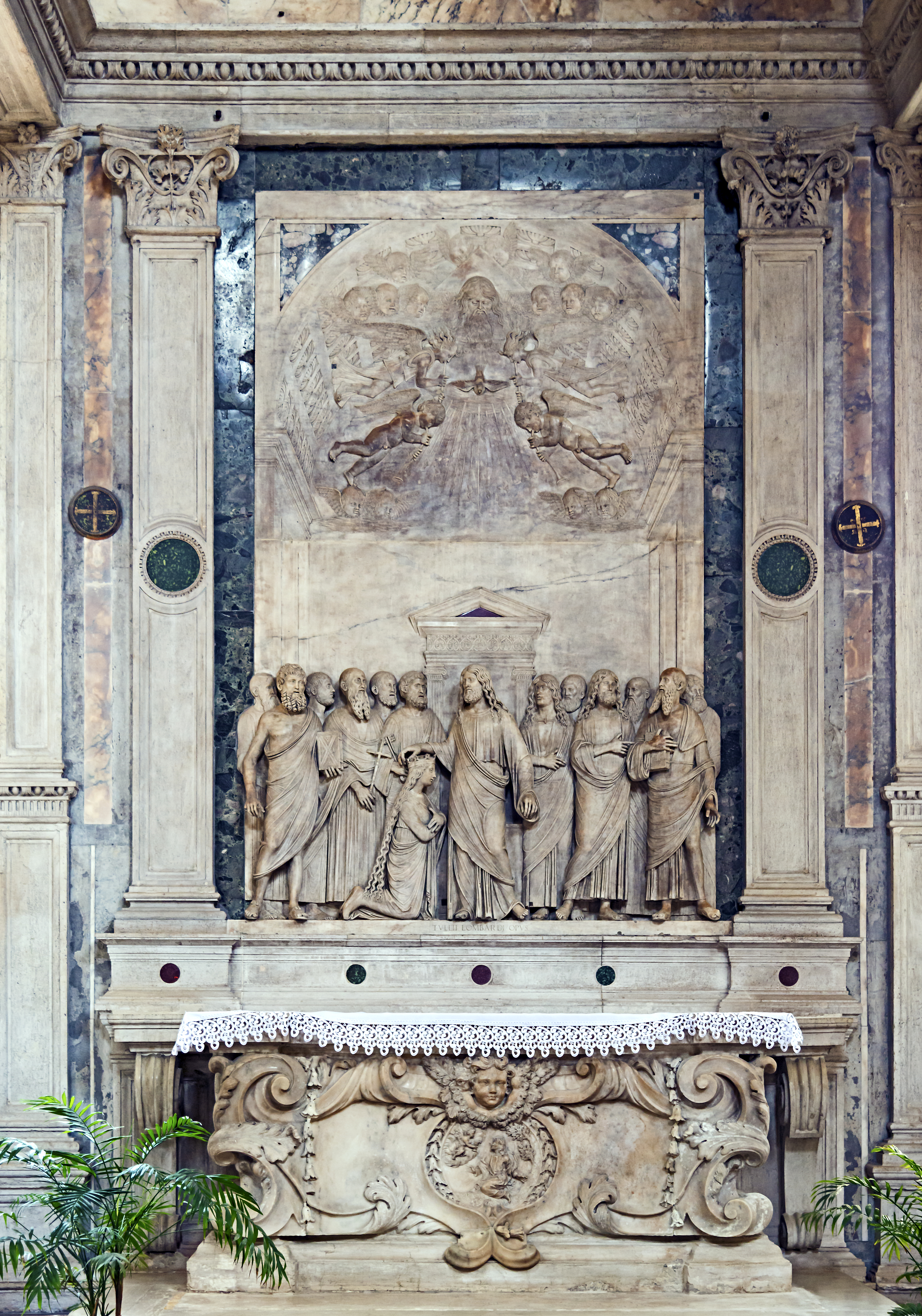
Couronnement de la Vierge, San Giovanni Grisostomo.
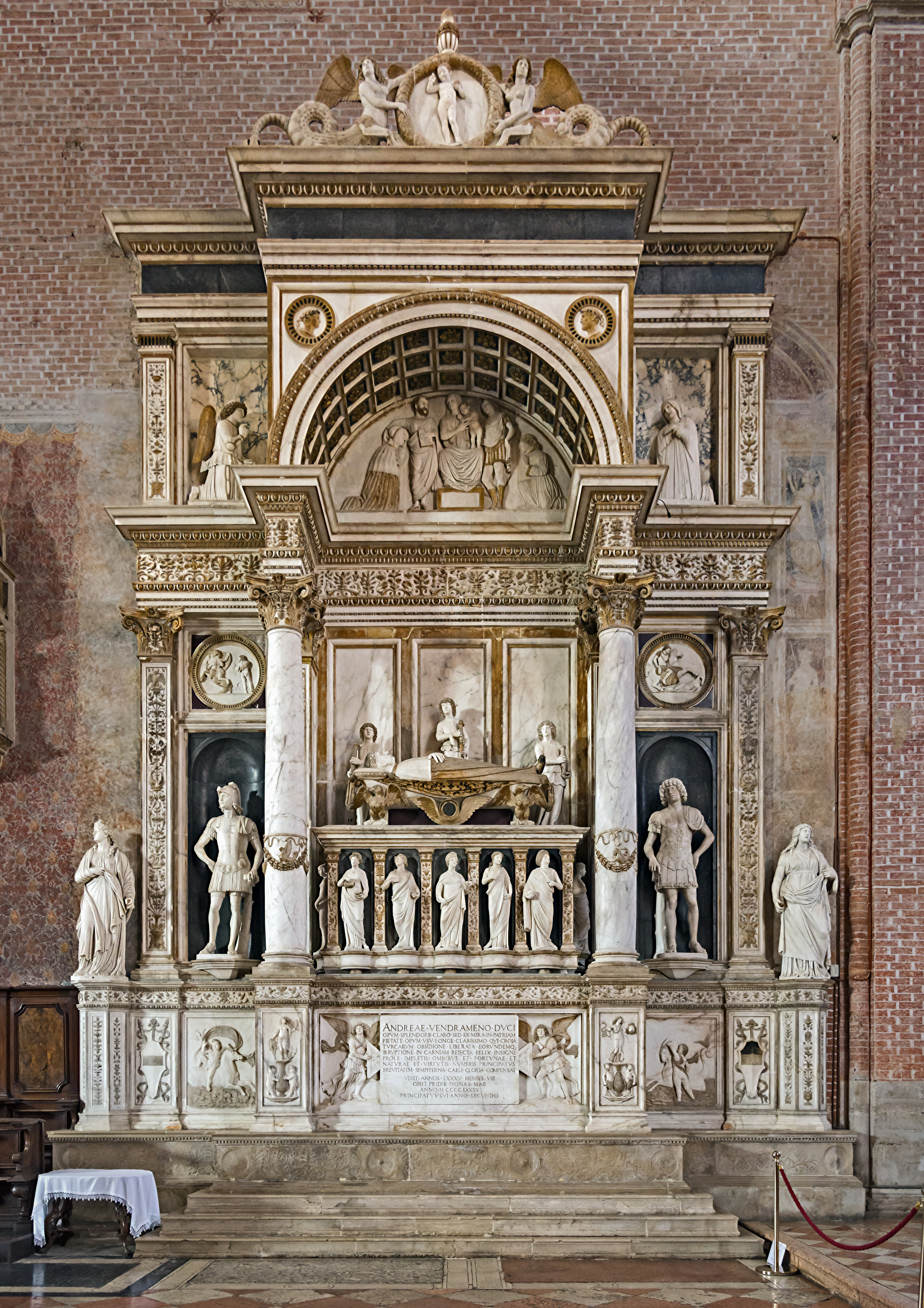
Monument  du doge Andrea Vendramino, 1495.
Monument de Pietro Bernardo aux Frari.

### Autres œuvre Vénitiennes

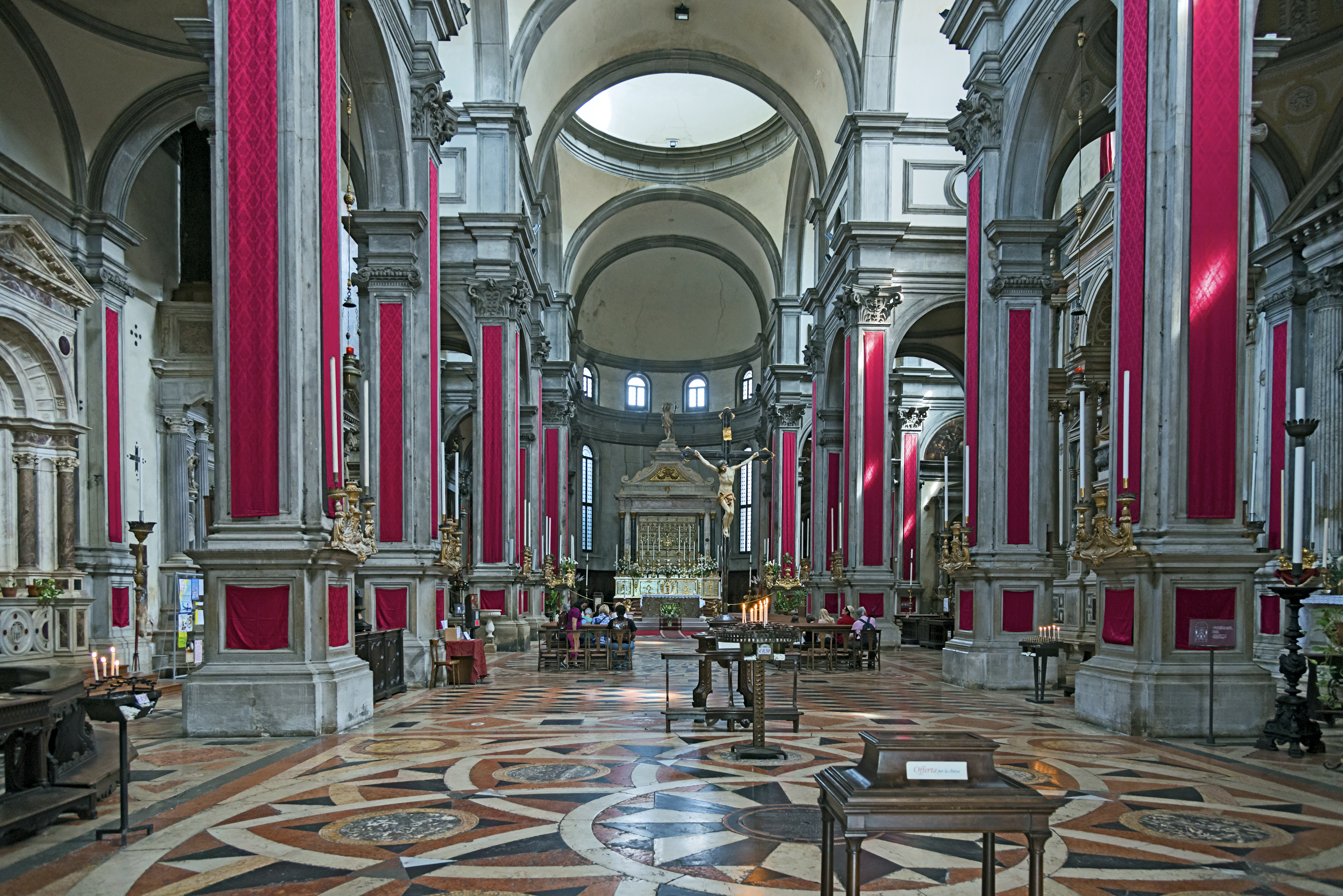
L'Église San Salvador, intérieur.

- Le monument de Pietro Bernardo 1528 aux Frari ;
- San Salvatore à Venise, 1507 – 1535,  Giorgio Spavento et Tullio Lombardo  pour l'aménagement intérieur de l'église ;
- Couronnement de la Vierge Marie parmi les Apôtres, vers 1500, Cappella Barnabò dans San Giovanni Grisostomo, Venise ;
- La Guérison des Anianus 1487–1489; Les Baptêmes des Anianus 1487–1489, bas-reliefs  Scuola Grande di San Marco, Venise ;
- Jeune Couple, bas-relief,  1510, Ca' d'Oro, Venise.

### Autres œuvres dans le monde
- Bacchus et Ariane, v. 1505, marbre, 56 × 71 × 20 cm,  Vienne, Kunsthistorisches Museum ;
- Jeune Guerrier, Metropolitan Museum ;
- Buste du Christ ;
- Adam, v.1490, Metropolitan Museum of Art, New York .

Bustes
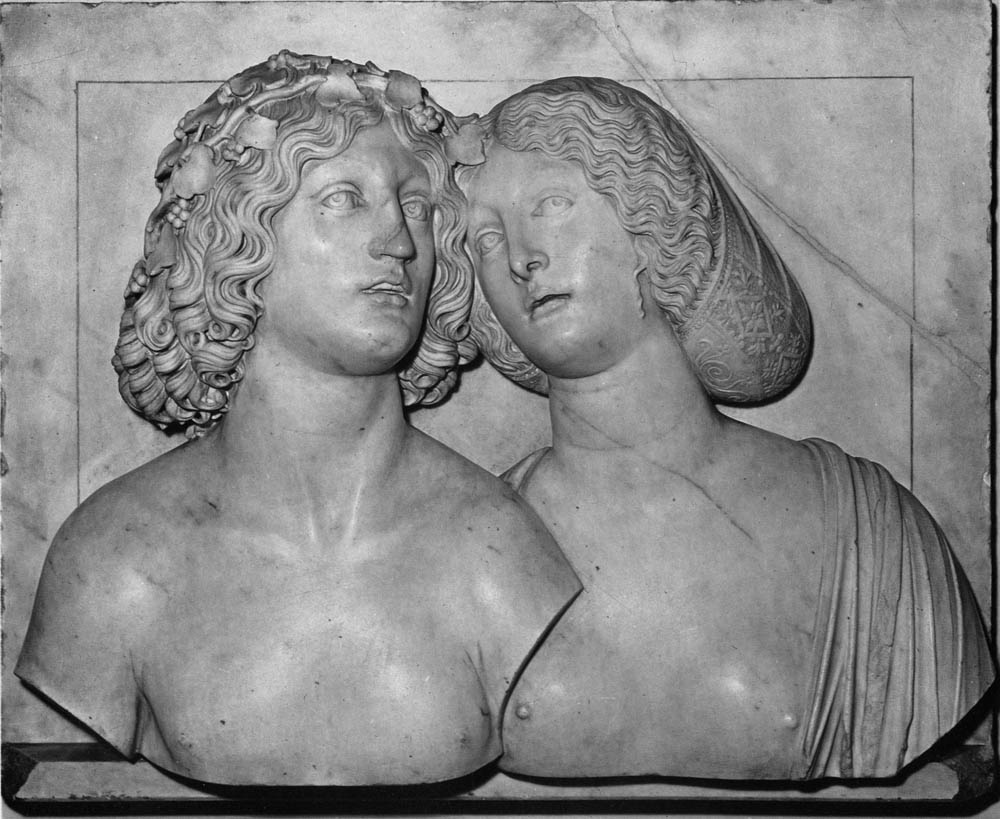
Bacchus et Ariane.
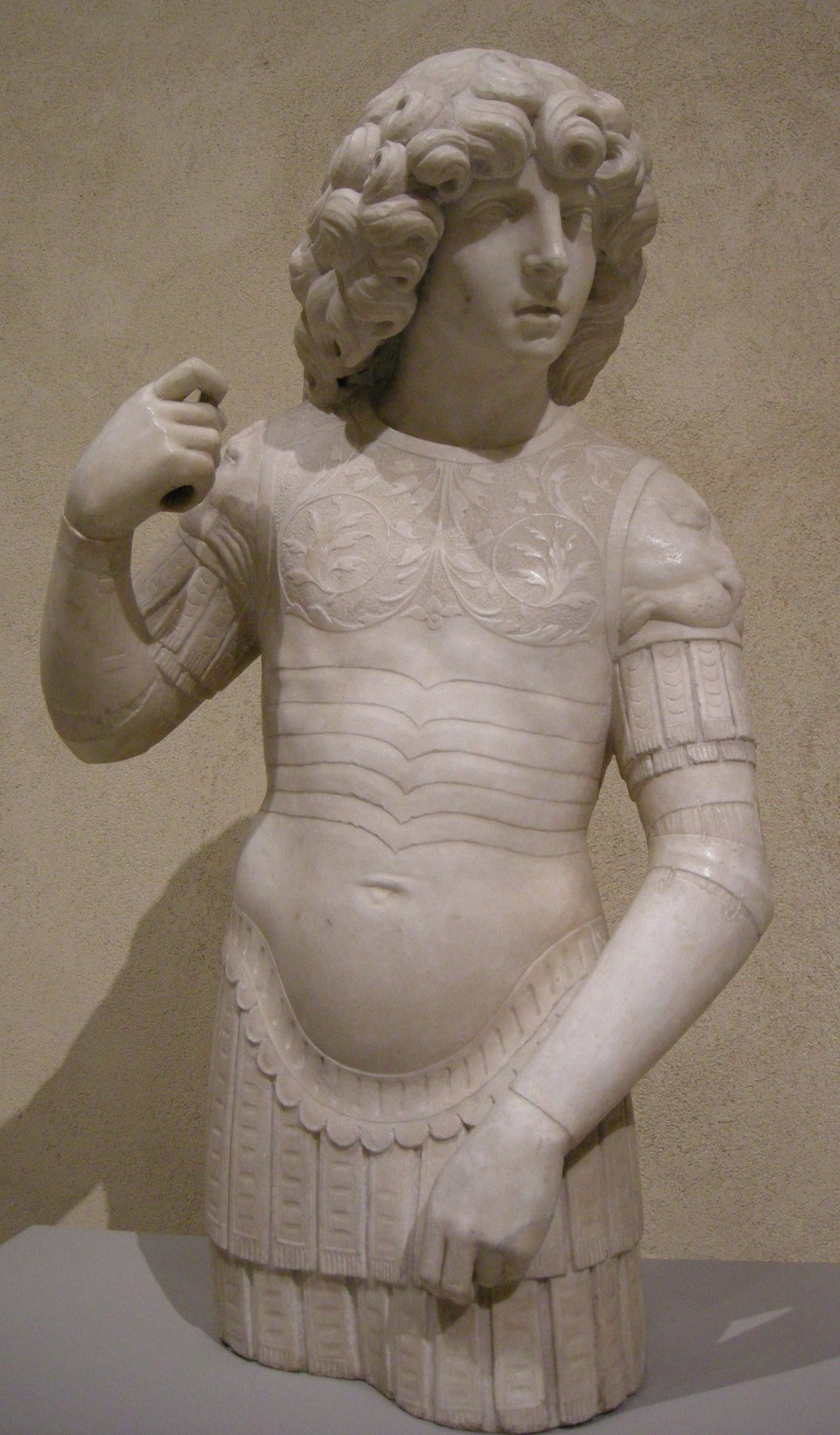
Jeune Guerrier.
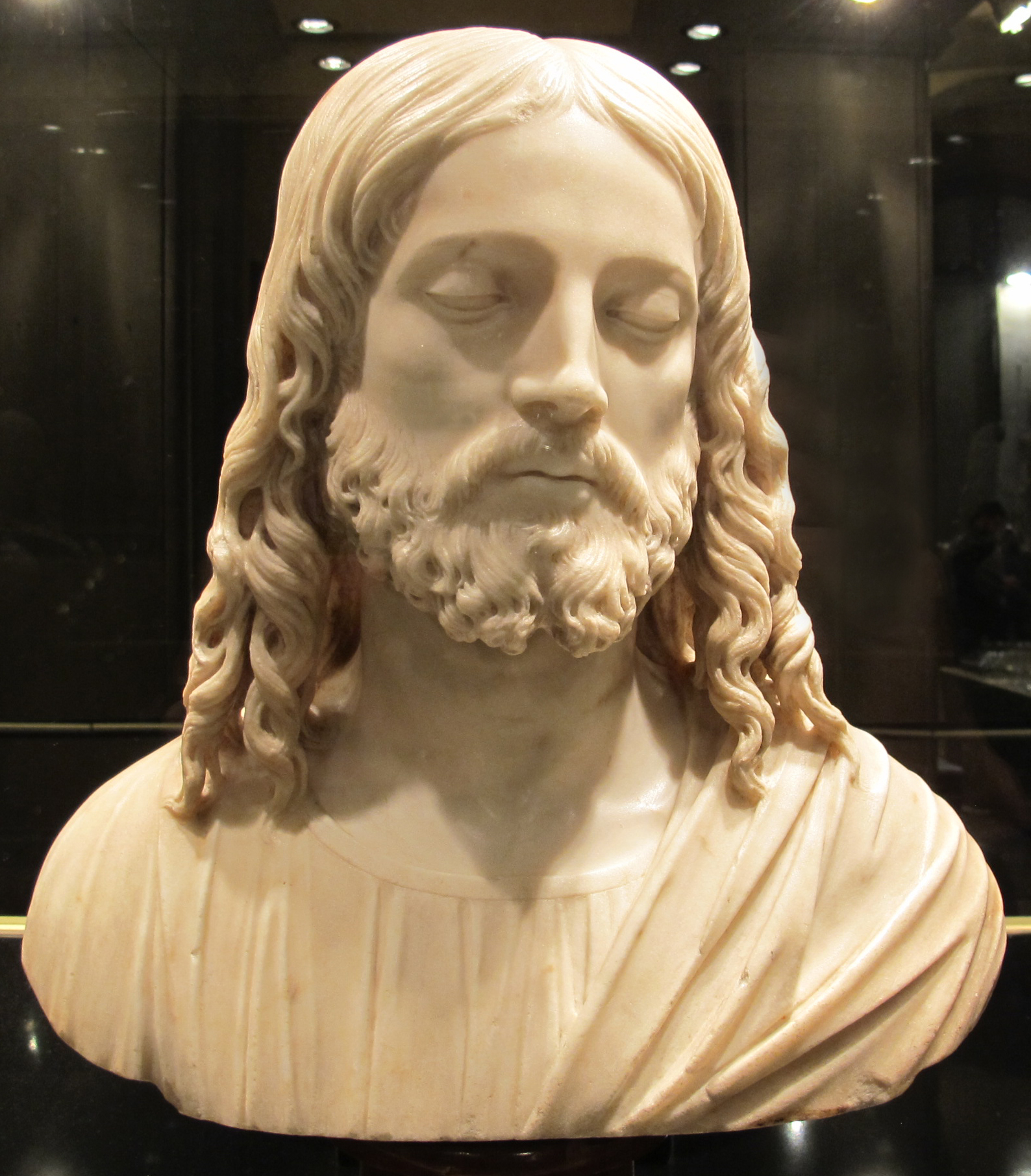
Buste du Christ.
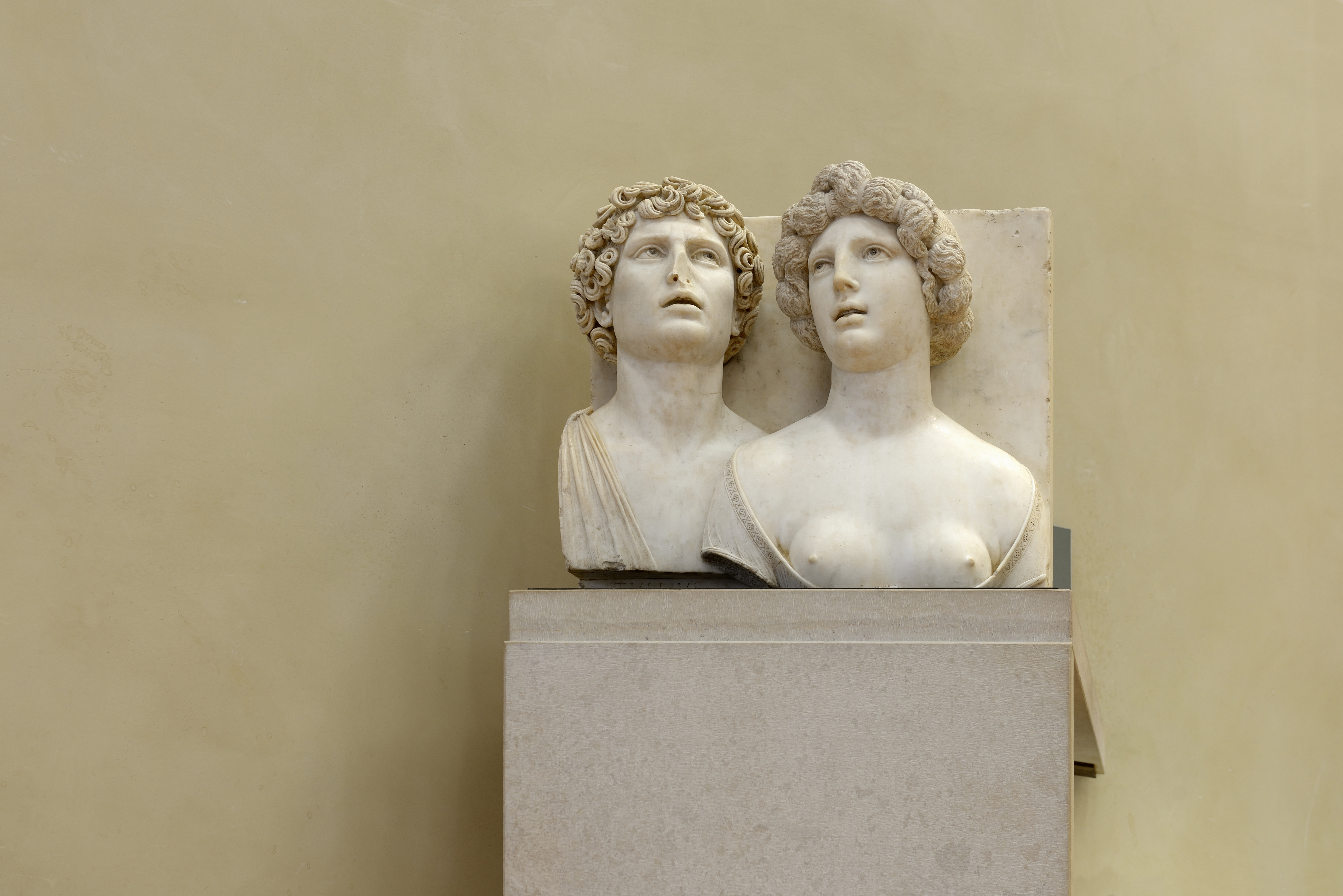
Double portrait, à la Ca' d'Oro de Venise.

## Exposition
La solidarité des gens de musées révélée par la pandémie, notamment en matière de prêts, a permis de prolonger de six mois une des expositions les plus originales présentées par le Louvre depuis longtemps : avec 140 œuvres, « Le Corps et l’Ame, sculptures italiennes de la Renaissance ».
- Exposition - Le Corps et l'Âme. De Donatello à Michel-Ange. Sculptures italiennes de la Renaissance.